# Кропоткин, Василий Петрович
Князь Васи́лий Петро́вич Кропо́ткин — воевода и дворянин московский в Смутное время и во времена правления Михаила Фёдоровича и Алексея Михайловича.
Из княжеского рода Кропоткины. Старший сын князя Петра Ивановича Кропоткина. Имел брата князя Никиту Петровича упомянутого в 1606 году в дворянах новгородской десятни Деревской пятины.

## Биография
Первое упоминание о нём сделано в 1573 году. В 1606 году, вместе с братом, показан в дворянах новгородской десятни Деревской пятины. В 1609 году полковой воевода при Михаиле Скопине-Шуйском. В 1613 году получил к поместному окладу 60 четей. В 1621—1622 годах воевода в Бежецке. В 1627—1628 воевода в Ладоге. В 1630 и 1632—1633 воевода в Угличе. В 1634 году участвовал в войне против поляков под Смоленском. В 1636 году в Боярской книге записан московским дворянином. Подписался под решением Земского собора 1642 года об отказе сдавать туркам Азов. В 1646-1647 годах воевода в Сургуте. В январе 1648 года на бракосочетании царя Алексея Михайловича и Марии Ильиничны Милославской в свадебном поезде шёл шестнадцатым за санями царицы. В 1650-1652 годах воевода в Воронеже, а потом велено быть ему в сходе с другими воеводами в Белгороде и Яблонове с боярами князьями Репненым и Куракиным.

## Семья
От брака с неизвестной имел детей:
- Князь Кропоткин Александр Васильевич — стольник (1640)[3], воевода в Сургуте (1649-1652).
- Князь Кропоткин Василий Васильевич  —  стольник (1658-1676)[3].
- Князь Кропоткин Фёдор Васильевич[4] — убит в бою под Юрьевым-Польским.

## Критика
Вызывает большое сомнение упоминание в Большой российской энциклопедии и Славянской энциклопедии XVII век, о годе его рождения (1564) и смерти (1648), участии в походе 1573 года. Указанный в БРЭ год его рождении в 1564 году подвергается сомнению, потому, что на период похода в 1573 году ему должно быть 9 лет, а на период подтверждённого воеводства в Воронеже ему должно было быть не менее 88 лет, что невозможно для того времени. Вызывает сомнения дата смерти в 1648 году, т.к. дальнейшие подтверждённые его службы это опровергают.